# Анкарстрём, Якоб Юхан
Якоб Юхан Анкарстрём (швед. Jacob Johan Anckarström; 11 мая 1762, Валлентуна, Уппланд — 27 апреля 1792, Стокгольм) — убийца шведского короля Густава III.

## Биография
Был пажом при шведском дворе и затем поступил в армию, но уже в 1783 году вышел в отставку, удалился в своё имение и женился. Ненависть Анкарстрёма к Густаву III, давно уже возбудившему против себя его неудовольствие своими действиями, вспыхнула ярким пламенем, когда в 1789 году королём была ограничена власть сената и знати. Обвинённый в произнесении мятежных речей во время своего путешествия на остров Готланд, Анкарстрём долгое время томился в строгом заточении, но за недостатком улик его должны были выпустить на свободу. В том же году он переселился в Стокгольм, где примкнул к недовольным, а именно к генералу Пеклину, графам Горну и Риббингу, барону Бьелке, полковнику Лильегорну и др., и вызвался убить короля. 
Когда в 1792 году король созвал сейм в Тефле, многие заговорщики отправились туда вслед за ним, чтобы привести в исполнение свой план. Но случай не благоприятствовал им. Они отложили своё намерение до 16 марта, когда, как им было известно, король должен был присутствовать на балу-маскараде в опере. Здесь Якоб Анкарстрём выстрелил в Густава III и нанёс ему смертельную рану. 
На другой день он был схвачен и сознался в своём преступлении, но упорно отказывался выдать своих сообщников. Осуждённый на смерть, Анкарстрём три дня подряд был бит плетьми и наконец 27 апреля возведён на эшафот и обезглавлен. Графы Горн и Риббинг, а также полковник Лильегорн подверглись изгнанию, Пеклин заключён в крепость, а Бьелке покончил жизнь самоубийством, приняв яд. По преданию семейства Анкарстрём (ныне носящих фамилию Левенстрём) не Якоб Анкарстрём выстрелил в короля, а Адольф Риббинг выхватил у него из рук пистолет и спустил курок.
Казнь Анкарстрёма описана в новелле Проспера Мериме «Видение Карла XI» (1829).